# Culin
Culin település Franciaországban, Isère megyében. Lakosainak száma 785 fő (2022. január 1.). Culin Tramolé, Les Éparres, Meyrieu-les-Étangs, Saint-Agnin-sur-Bion és Sainte-Anne-sur-Gervonde községekkel határos.

## Népesség
A település népességének változása:
| Lakosok száma | 251  | 251  | 406  | 610  | 686  | 700  | 762  | 752  | 761  | 785  |
|               | 1962 | 1975 | 1990 | 2006 | 2012 | 2013 | 2016 | 2018 | 2020 | 2022 |